# Budynek Bursy Akademickiej w Przysieku
Budynek Bursy Akademickiej w Przysieku – barokowy budynek, siedziba Bursy Akademickiej diecezji toruńskiej im. bł. ks. Jerzego Popiełuszki w Przysieku.
Budynek pochodzi z przełomu XVI i XVII wieku. Był częścią folwarku toruńskiego. Dwór kilkakrotnie przebudowywano i rozbudowywano (m.in. w 1793, na przełomie XIX i XX wieku). Do wybuchu II wojny światowej budynek był w posiadaniu rodziny Neumannów. Po wojnie został on znacjonalizowany, mieściło się w nim Państwowe gospodarstwo rolne. W późniejszym okresie popadł w ruinę. Latach 2002-2004 dwór odrestaurowały władze diecezji toruńskiej i przeznaczyły go na siedzibę Bursy Akademickiej. Dysponuje ona ponad 20. pokojami 2-, 3- i 4-osobowymi, a na jej terenie znajduje się również park, boisko oraz kort tenisowy. Uroczyste otwarcie obiektu miało miejsce w 2004 roku